# 新宮島駅
新宮島駅（しんみやじまえき）は、かつて広島県佐伯郡地御前村に存在した広島瓦斯電軌宮島線（現在の広島電鉄宮島線）の駅（廃駅）。新宮島仮停車場、新宮島停留所とも称される。
1926年（大正15年）7月に宮島線の終着駅として開設され、厳島（宮島）までの連絡船（宮島航路）と接続していた。完成時点で仮設的なものとされており、路線の延伸に伴い開業から5年足らずの1931年（昭和6年）2月に廃止された。

## 歴史
広島瓦斯電軌の宮島線は1922年（大正11年）の開業以来己斐町駅から順次路線を伸ばし、1925年（大正14年）7月には廿日市町駅から地御前駅までの区間が延伸開通した。この延伸に合わせて広島瓦斯電軌は海運業に進出、地御前駅の西方にある当地に桟橋を設けて「新宮島」とし、宮島までの連絡航路（宮島航路）を開設した。地御前駅から新宮島の桟橋までは1 kmほど離れていたため、宮島線では地御前駅の先に仮駅を置いて乗り換えの便を図ったが、それでも0.8 kmほどの距離を徒歩または乗合バスで移動する必要があった。
当駅が開業したのは宮島航路開設のちょうど1年後、1926年（大正15年）7月のことである。海岸を埋め立てて線路が敷設され、地御前から桟橋がある当地までの一区間1.1 kmが開通。当駅は路線の終点として開設された。宮島線と連絡船は当駅で接続し、従来の乗り換えの不便は解消された。
当駅から先、電車宮島駅までの区間も埋め立てにより路線が建設され、5年後の1931年（昭和6年）2月に延伸開通した。宮島線はこの延伸により全通を果たしたが、同時に当駅は廃止された。代わって延伸区間では、当駅の西0.3 kmほどの場所に阿品駅が開業している。また終点宮島ではこの時すでに鉄道省の宮島連絡船が就航していて、全通に合わせて鉄道省との連帯運輸を開始した宮島線はこの宮島連絡船に接続。そのため当駅で接続していた連絡船についてもこのとき廃止された。

### 年表
- 1925年（大正14年）7月15日：宮島線が地御前まで開通[6][9]。合わせて新宮島に桟橋を設け、宮島行きの連絡航路を開設[6][7]。
- 1926年（大正15年）7月15日：宮島線が地御前から延伸し当駅が開業[6][10]。宮島行きの連絡航路に接続する[6]。
- 1931年（昭和6年）2月1日：宮島線が当駅から電車宮島まで延伸し全通[6]。合わせて当駅は廃止され、新宮島 - 宮島間の連絡航路も廃止[6]。

## 駅構造
新宮島駅はホームが地面に接して置かれる地上駅で、側線を有していた。駅にはホームのほかに駅本屋と便所が備え付けられ、電話機の設備も存在した。
1931年に付近を走る国道2号で改良工事が行われた際の写真（外部リンク先も参照）では廃止後と思われる当駅が写っていて、海岸線に沿って伸びる宮島線の線路の山側に建物がある様子が収められている。

## 周辺
駅前には瀬戸内海が広がり、宮島を望む。駅の西方には厳島の戦いで毛利氏が出帆した地として知られる火立岩（）があった。しかし駅廃止後の1973年（昭和48年）、国道2号西広島バイパスの延長工事に合わせて宮島線の線路を移設した際に失われ、跡地には岩があったことを示す標柱が立っている。
先述した1931年の国道改良工事に加えてこの西広島バイパス延長工事もあり、当駅周辺の地形は駅があったころと比べて大きく変容している。宮島線の線路は最大で35メートル海側に移設されていて、当駅の存在を窺わせるものは残っていない。駅があった場所は宮島線と国道2号（宮島街道）が立体交差する先、国道と西広島バイパスの立体交差（北緯34度19分52.7秒 東経132度19分11.4秒 / 北緯34.331306度 東経132.319833度）付近に相当する。

## 隣の駅
広島瓦斯電軌
宮島線
地御前駅 - 新宮島駅
- 地御前駅との間には、夏期のみ開設される地御前海岸仮停留場が存在した。